# Sean Stone
Sean Ali Stone (nascido 1984) é um diretor de Diretor de cinema americano, Produtor cinematográfico, roteirista e ator.

## Filmografia
| Ano  | Título original                 | Título no Brasil                     | Título em Portugal                |
| ---- | ------------------------------- | ------------------------------------ | --------------------------------- |
| 2010 | Wall Street: Money Never Sleeps | Wall Street - O Dinheiro Nunca Dorme | Wall Street: O Dinheiro Não Dorme |
| 2008 | W.                              | W.                                   | W.                                |
| 1999 | Any Given Sunday                | Um domingo qualquer                  | Um domingo qualquer               |
| 1997 | U Turn                          | Reviravolta                          | Sem retorno                       |
| 1995 | Nixon                           | Nixon                                | Nixon                             |
| 1994 | Natural Born Killers            | Assassinos por natureza              | Assassinos natos                  |
| 1993 | Heaven & Earth                  | Entre o céu e a terra                | Entre o céu e a terra             |
| 1991 | JFK                             | JFK - A pergunta que não quer calar  | JFK                               |
| 1991 | The Doors                       | The Doors                            | The Doors - O mito de uma geração |
| 1989 | Born on the Fourth of July      | Nascido em 4 de Julho                | Nascido a 4 de Julho              |
| 1987 | Wall Street                     | Wall Street - Poder e cobiça         | Wall Street                       |
| 1986 | Salvador                        | Salvador - O martírio de um povo     | Salvador                          |